# Das Ruas Pro Mundo
Das Ruas Pro Mundo é o segundo álbum de estúdio lançado pelo rapper Afro-X. Foi distribuído oficialmente em 23 de novembro de 2009, junto com o documentário Entre a Luz e a Sombra. Contém 16 faixas, descritas mais abaixo:

## Faixas
1. Das ruas pro mundo
2. Nosso bonde tá na pista
3. Auto estima
4. Correria
5. Xeque - mate
6. Reflexão
7. Um mundo melhor
8. Sintonia funk
9. Ex-157
10. Eterno amor
11. Até parece que foi ontem
12. Guerra de vencedores
13. Amor eis a questão
14. Todos olhos em mim
15. Ninguém pode proibir
16. O regenerado